# Pouteria speciosa
Pouteria speciosa är en tvåhjärtbladig växtart som först beskrevs av Adolpho Ducke, och fick sitt nu gällande namn av Charles Baehni. Pouteria speciosa ingår i släktet Pouteria och familjen Sapotaceae. Inga underarter finns listade i Catalogue of Life.